# Melody (AYABIEの曲)
「Melody」は、2011年2月23日に発売したAYABIEの1枚目のシングルである。発売元はハピネット。

## 解説
限定盤Type-A、限定盤Type-B、通常版の3タイプ発売。限定盤Type-A,BはCDとDVDの2枚組。限定盤Type-Aは「Melody」オリジナルPV+PVメイキング映像を収録。限定盤Type-BはMelody 映画「縁-enishi-」ヴァージョンPV+PVメイキング映像を収録。通常版はボーナストラック付

## 収録曲

### 初回限定盤A/B
CD
1. Melody
2. 彼方、繋がる空へ

DVD (A)
1. 「Melody」オリジナルPV+PVメイキング映像を収録

DVD (B)
1. 「Melody」映画「縁-enishi-」ヴァージョンPV+PVメイキング映像を収録

### 通常盤
1. Melody
2. 彼方、繋がる空へ
3. 0010101.0